# Plantago fernandezia
Plantago fernandezia är en grobladsväxtart som beskrevs av Bert. och Joseph Decaisne. Plantago fernandezia ingår i släktet kämpar, och familjen grobladsväxter. Inga underarter finns listade i Catalogue of Life.